# Vas xiulador

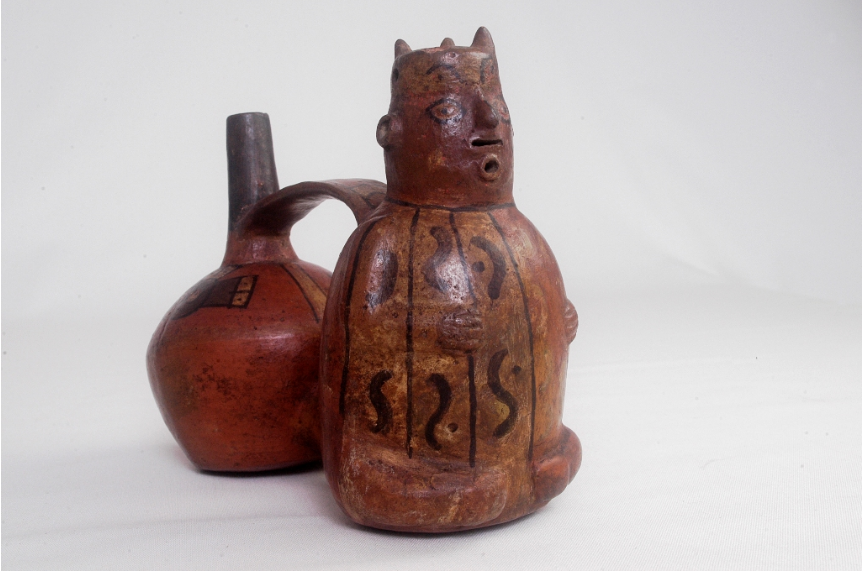
vas xiulador de la col·lecció del Museu Azzarini

El  vas xiulador  és un instrument de vent propi de la cultura Nazca de la Amèrica precolombina a l'àrea geogràfica del que és avui el Perú, encara que també s'han localitzat exemplars a Colòmbia, Equador i Mesoamèrica. Estaven construïts de ceràmica i es conjectura que van tenir ús cerimonial pel refinament de la seva manufactura.
Sembla haver estat un instrument utilitzat en particular per la cultura Nazca. Sol tenir decoracions geomètriques i aviformes pintades en la seva superfície, amb motius vegetals, animals o humans. Consta d'una o dues càmeres, en aquest últim cas interconnectades de manera de permetre que l'aire es desplaci des del tub de buf cap a 'aeroducte del xiulet.